# Kyselina mléčná
Kyselina mléčná má kyselou chuť, je lehce rozpustná a tvoří bezbarvé krystaly s chemickým vzorcem CH3CH(OH)COOH. Po kyselině glykolové jde o druhou nejjednodušší hydroxykyselinu. Tato kyselina vzniká mléčným kvašením cukrů, např. v mléce, sýrech, kyselém zelí. Používá se proto v pekařství, pivovarnictví (E270), koželužství, k přípravě limonád a při barvení a zušlechťování textilií (pohmat, lesk). Většinou se vyskytuje jako opticky neaktivní (kyselina DL-mléčná). Pro její antiseptické vlastnosti se požívá také v mastech, ústních vodách a jako prostředek k ošetřování vlasů. Její L-enantiomer[zdroj?] je koncovým produktem mléčného kvašení cukrů, a proto je přítomen v kyselém mléku a zelí. Konjugovaná báze kyseliny mléčné (její anion) se nazývá laktát - CH3CH(OH)COO−.

## Laktát při tělesné námaze
Při silové zátěži, kdy jsou energetické nároky vysoké (anaerobní svalová práce), se laktát tvoří rychleji, než jak ho lze z tkáně odstraňovat a jeho koncentrace tak narůstá. Regenerace NAD+ zajišťuje, že lze udržet dodávku energie a svalová práce může pokračovat. Nadměrné množství laktátu lze odstranit různými způsoby, například:
- oxidací na pyruvát ve svalových buňkách za dostatečného množství kyslíku[zdroj?]
  - Pyruvát lze přímo využít jako zdroj energie v Krebsově cyklu.
- konverzí na glukózu prostřednictvím glukoneogeneze v játrech a uvolněním zpět do oběhu; vizte Cyklus Coriových[3].
  - Glukóza může být také využita na tvorbu jaterního glykogenu jakožto zásoby energie (pokud je potřeba zásobu doplnit).

Laktát přímo nezpůsobuje acidózu organismu ani není odpovědný za pozdější svalovou bolest, jak bylo dříve předpokládáno. Kyselina mléčná ve skutečnosti ve svalech nevzniká. Analýza glykolytické dráhy ukazuje, že v meziproduktech glykolýzy není k dispozici dost vodíkových iontů, které by neutralizovaly laktát na kyselinu mléčnou i kdyby k tomu byly podmínky.
Další chybnou domněnkou je tvrzení, že laktát je sůl, tedy neutrální molekula. Není a k trasportu přes biomembrány potřebuje přenašeč.
Odpovědnost laktátu za vznik acidózy byla a je předmětem mnoha konferencí na poli sportovní fyziologie. Robergs et al. přesně sledovali pohyb protonů během glykolýzy. Při tom však došli k hypotéze, že [H+][kdo?] je nezávislá proměnná, která určuje vlastní koncentraci. Čerstvá[kdo?] revize od Lindingera et al. vyvrací stechiometrický přístup používaný Robergsovou skupinou. Použitím tohoto stechiometrického procesu byly ignorovány kauzativní faktory (nezávislé proměnné) koncentrace vodíkových iontů ([H+]). Těmito faktory jsou diference silných iontů [SID], PCO2 a pufry slabých kyselin. Laktát je silný aniont a způsobuje redukci [SID], což má za následek zvýšení [H+], aby se udržela elektroneutralita. Také PCO2 způsobuje zvýšení [H+]. Během tělesné zátěže koncentrace laktátu a PCO2 stoupají, tím narůstá i [H+] a klesá pH. (Viz Le Chatelierův princip)
Při intenzivní zátěži nemůže dýchací řetězec udržet dostatečný počet atomů vodíku, které by se mohly účastnit tvorby NADH. K udržení anaerobní produkce energie glykolýzou je potřeba mít NAD+, aby se dal oxidovat 3-fosfoglyceraldehyd. Při anaerobní glykolýze se NAD+ „osvobozuje“, zkombinují-li se nezoxidované atomy vodíku s molekulou pyruvátu a poté vytvoří laktát. Pokud k tomu nedojde, glykolýza se zastaví. Laktát se ovšem tvoří dál i při přestávce v zátěži nebo při jejím zmírnění. To je proto, že červené krvinky nemají mitochondrie a také kvůli omezením vyplývajícím z aktivity enzymů ve svalových vláknech s vysokou glykolytickou kapacitou.

## Použití

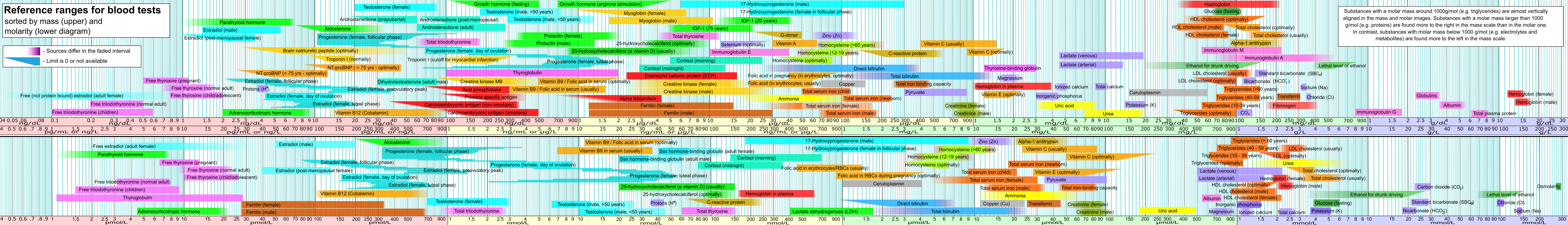
Referenční meze pro krevní testy, porovnávající obsah laktátu v krvi (fialově v pravé střední části) s jinými konstituenty

Kyselina mléčná je prekurzorem plastu kyseliny polymléčné (PLA). Ve farmacii a kosmetice se používá jako antibakteriální složka, na tvorbu ve vodě rozpustných mléčnanů (neboli laktátů) jinak nerozpustných účinných látek, pro úpravu pH, ale rovněž dobře slouží jako keratolytikum, tj. jako změkčovadlo staré až zrohovatělé kůže pro její snadné odstranění. 
Kyselina mléčná se používá rovněž jako přídatná látka v potravinářském průmyslu pod označením E270. Slouží zde jako konzervant nebo látka zvýrazňující chuť a vůni. Přidává se do pečiva, cukrovinek, marmelád, margarínů, mražených dezertů i piva. Přirozeně se vyskytuje ve fermentovaných produktech, jako jsou kysané mléčné výrobky, například jogurty, sýry, kefír či zakysaná smetana, nebo kysané zelí, okurky a podobně.